# Abodriten

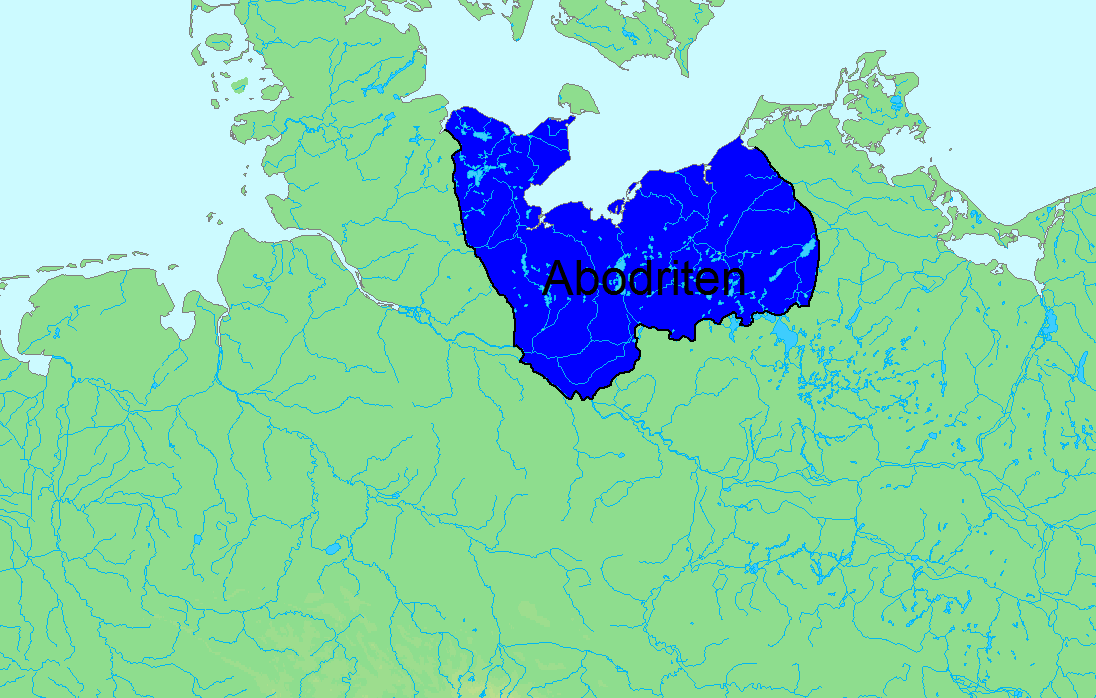
Siedlungsgebiet des Stammesverbandes der Abodriten

Die Abodriten oder Obodriten (auch Abotriten, Obotriten oder Bodrizen) waren ein elbslawischer Stammesverband, der vom 8. bis zum 12. Jahrhundert auf dem Gebiet des heutigen Mecklenburg und des östlichen Holstein siedelte. Der Name leitet sich vom Stamm der Abodriten ab, der um Wismar und Schwerin ansässig war und innerhalb des Verbandes eine Führungsrolle einnahm.
Ende des 7. Jahrhunderts wanderten Slawen in das Gebiet zwischen Elbe und Oder ein, aus denen sich im Nordwesten der abodritische Stammesverband bildete. Ihm gehörten zu unterschiedlichen Zeiten die Wagrier, Travnjanen, Polaben, Kessiner, Warnower, Zirzipanen, Smeldinger, Bethenzer und Linonen an. Trotz seiner exponierten geopolitischen Lage behauptete der Stammesverband der Abodriten seine politische, kulturelle und religiöse Eigenständigkeit gegenüber Franken, Sachsen und Dänen. Unter dem christlichen Fürstengeschlecht der Nakoniden erstreckte sich das Herrschaftsgebiet der Abodriten bis an Oder und Havel. Nach dem Tod des letzten Samtherrschers Knud Lavard begann das Abodritenreich Anfang des 12. Jahrhunderts zu zerfallen. Den westlichen Teil mit Wagrien und Polabien gliederte Heinrich der Löwe ab 1138/39 in sein Herrschaftsgebiet ein. Im östlichen Landesteil etablierten sich nach 1160 die Nachkommen des abodritischen Fürsten Niklot dauerhaft als Herren von Mecklenburg.
Die mecklenburgischen Fürsten förderten über Jahrhunderte eine phantasievolle Geschichtsschreibung der slawischen Vergangenheit, um ihre Abstammung von abodritischen Königen nachzuweisen. Mit seiner 1860 veröffentlichten Quellensammlung zu den westslawischen Stämmen legte der Schweriner Archivar Friedrich Wigger das Fundament für wissenschaftliche Untersuchungen zur abodritischen Geschichte. Darin gelangten die Abodriten zunächst jedoch nur selten über das Stadium des auf germanische Eroberungs- und Christianisierungsbemühungen reagierenden Objektes hinaus. Erst die Habilitationsschrift Wolfgang H. Fritzes über die abodritische Verfassungsgeschichte aus dem Jahr 1960 ebnete der Forschung den Weg, die Abodriten als interagierendes völkerrechtliches Subjekt des Mittelalters wahrzunehmen. Aktuelle Forschungsschwerpunkte sind die Ethnogenese und die gescheiterte Nationenbildung.

## Name
Der Name der Abodriten begegnet erstmals für das Jahr 789 in den zeitgenössischen Reichsannalen als Abotriti. Einhard berichtet in der Vita Karoli Magni von Abodriti. Die Schreibweise Obodritos findet sich ab Mitte des 9. Jahrhunderts, zunächst in einem Brief des fränkischen Kaisers Lothar aus dem Jahr 851. Die Chronisten Adam von Bremen (Obodriti) und Helmold von Bosau (Obotriti) gebrauchten im 11. und 12. Jahrhundert dann durchgängig die Bezeichnung Obodriten. Eine Eigenbenennung ist nicht überliefert. Heute werden beide Schreibweisen verwendet. Demgegenüber konnte sich die Benennung als Bodrizen nicht durchsetzen. Dabei handelte es sich um das Ergebnis einer sprachwissenschaftlichen Ableitung des 19. Jahrhunderts.
Eine allgemein anerkannte Bestimmung von Herkunft und Bedeutung des Namens existiert bislang nicht. Die Meinungen reichen von slavisch bis völlig unslavisch. Entsprechend unterschiedlich fallen auch die Deutungen aus: Es wird vermutet, der Name verweise auf eine Herkunft aus dem Odergebiet (ob-odriti), sei von einem nicht überlieferten Stammeshäuptling Bodr abgeleitet, entspreche dem russischen obodrat für Grenzräuber oder er habe seine Wurzel im griechischen ἀπάτριδες, was sinngemäß mit Die Heimatlosen zu übersetzen sei. Der Name Rereger, den Adam von Bremen in seiner Hamburger Kirchengeschichte verwendet, bezeichnet die Abodriten als Stamm. ('Rereger' ist offenbar vom Namen des obodritischen Handelsplatzes Reric abgeleitet.)

## Siedlungsgebiet
Ende des 8. Jahrhunderts siedelten die Abodriten in zwei räumlich voneinander getrennten Gebieten: Das westliche Siedlungsgebiet, bestehend aus dem nördlichen Lauenburg mit Hauptburg in Hammer, dem Lübecker Becken mit Hauptburg in Pöppendorf und Ostholstein mit Hauptburg in Starigard grenzte im Norden an das Herrschaftsgebiet der Dänen, im Westen an das sächsische Nordalbingien und im Süden an das ebenfalls sächsische Ostfalen. Benachbart zum östlichen Siedlungsgebiet zwischen Wismar und Schwerin mit den Hauptburgen in Dorf Mecklenburg und Ilow befand sich das Stammesgebiet der Wilzen. Zwischen den beiden abodritischen Siedlungsgebieten erstreckte sich ein dünn besiedelter Streifen von der Ostsee über Grevesmühlen, Gadebusch und Wittenburg bis zur Elbe westlich von Boizenburg. Das Grenzgebiet zwischen Abodriten und Wilzen verlief vom Darß entlang der Recknitz über die Mecklenburgische Schweiz bis in das Müritzgebiet.
In den folgenden Jahrhunderten kam es zu keinen nennenswerten Veränderungen des Siedlungsgebietes. Zunehmender Flächenbedarf durch die langsam, aber stetig anwachsende Bevölkerung wurde durch eine Verdichtung des Siedlungsnetzes befriedigt; nur in Ausnahmefällen ist Landesausbau durch Rodung zu verzeichnen.

## Geschichte
Nach der Landnahme durch einwandernde Slawen entstand der abodritische Stammesverband, dessen Geschichte sich bis zu seinem Untergang im 12. Jahrhundert in die Hauptperioden des Kleinstämmestaates, des Teilstämmestaates und des Großstammstaates unterteilen lässt.

### Landnahme
Ende des 7. Jahrhunderts wanderten slawische Gruppen nach Mecklenburg und Ostholstein ein, nachdem die vorher dort siedelnden germanischen Stämme im Zuge der Völkerwanderung das Gebiet verlassen hatten. Da nur vereinzelte dendrochronologische Daten bis in die Zeit vor 700 zurückreichen, ist von einem eher zurückhaltenden Beginn der slawischen Landnahme am Ende des 7. Jahrhunderts auszugehen. Erst für die Zeit nach 720 nimmt die Zahl der Dendrodaten signifikant zu, so dass aus ihr bereits gewachsene slawische Siedlungsstrukturen erschlossen werden können. Eine zentrale Herrschaft gab es noch nicht. Entgegen früheren Annahmen handelte es sich bei den einwandernden Gruppen nicht um geschlossene Verbände oder sogar den abodritischen Stamm. Vielmehr bildete er sich erst nach der Einwanderung, wobei – gegebenenfalls – germanische Bevölkerungsreste assimiliert wurden. Jedenfalls ist eine fortbestehende germanische Siedlungstradition im späteren Stammesgebiet der Abodriten archäologisch nicht greifbar. Dem archäologischen Fundbild nach siedelten die slawischen Einwanderer nicht flächendeckend, sondern in abgegrenzten, zumeist von dichtem Wald umgebenen Gebieten, die als Siedlungskammern bezeichnet werden. Aus den innerhalb dieser Kammern lebenden Siedelverbänden formten sich dann Kleinstämme.

### Kleinstämmestaat
Der abodritische Stammesverband setzte sich ab dem 8. Jahrhundert aus einer Vielzahl namentlich unbekannter Kleinstämme zusammen, an deren Spitze jeweils ein als Kleinkönig oder Kleinfürst (lateinisch regulus) bezeichneter, burggesessener Anführer stand.
Untereinander waren die Kleinstämme durch die gemeinsame Zugehörigkeit zum Großverband verbunden. Außerdem waren sie der Oberhoheit eines Großfürsten oder Samtherrschers unterstellt, der aus der Mitte der reguli bestimmt wurde. Dem Samtherrscher stand eine Versammlung des Adels gegenüber, deren Weisungsbefugnis er unterworfen war.
Auch außenpolitisch fehlte es den Samtherrschern an Souveränität. Während insbesondere die Kleinstämme an der Ostseeküste über die Seehandelsplätze Reric und Dierkow enge wirtschaftliche Beziehungen in den skandinavisch-dänischen Raum unterhielten, waren die abodritischen Eliten 780 unter dem Samtherrscher Witzan oder seinem Vorgänger ein Bündnis mit den Franken unter Karl dem Großen gegen die Sachsen eingegangen, welches lehnsrechtliche Züge trug und die Franken die abodritischen Samtherrscher als Vasallen wahrnehmen ließ. Die Einsetzung der abodritischen Samtherrscher Drasco, Sclaomir und Ceadrag durch die fränkischen Kaiser hat Anlass zu der Überlegung gegeben, das Samtherrschertum bei den Abodriten sei überhaupt erst durch die Franken eingeführt worden, um bei der Vielzahl der abodritischen Kleinstämme einen zentralen politischen Ansprechpartner zu erhalten. Dafür spricht, dass in der fränkischen Konzeption einer Reichsgrenze an der Elbe und angrenzender befriedeter Herrschaftsgebiete den Abodriten die Aufgabe einer Kontrolle der rechtselbischen Gebiete zugedacht war. Vor diesem Hintergrund sind auch die bereits 789 erfolgte Ausweitung des abodritischen Herrschaftsgebietes bis in die Prignitz und die 804 vorgenommene Überlassung Nordalbingiens an die Abodriten zu verstehen, in deren Folge sich das Herrschaftsgebiet der Abodriten unter Drasco zeitweilig von der Havelmündung bis zur Nordsee erstreckte und sich wie ein Sperrriegel vor die Reichsgrenze legte.

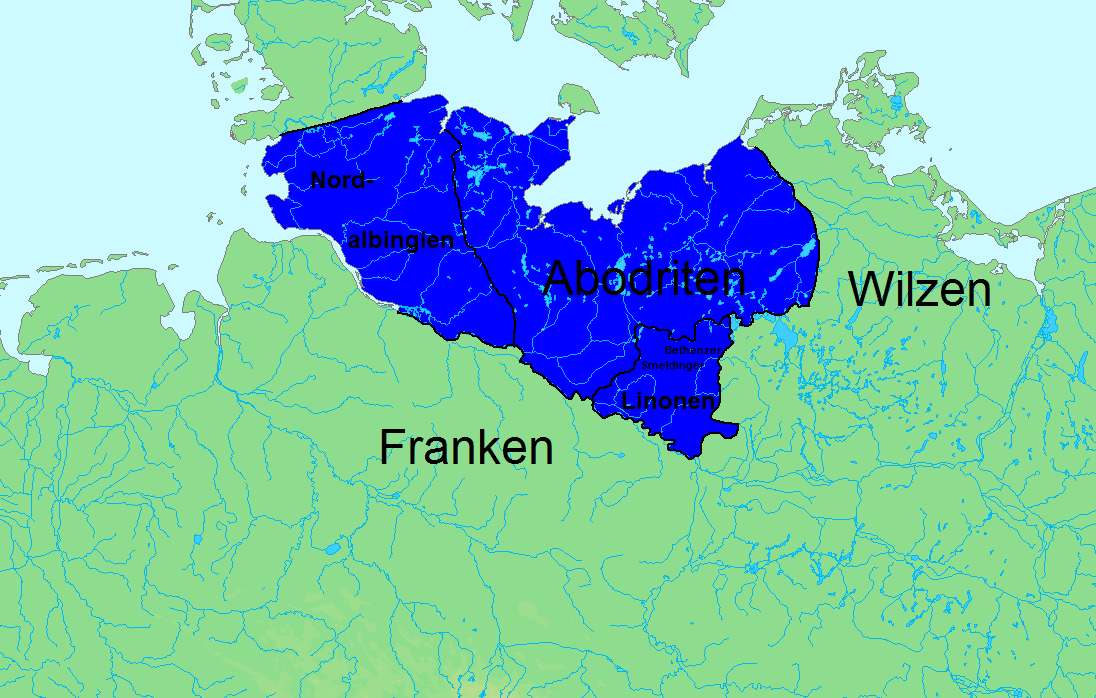
Herrschaftsgebiet des abodritischen Samtherrschers Drasco nach Überlassung Nordalbingiens durch Karl den Großen 804-810.

Da die fränkische Grenzkonzeption eine Eingliederung der überelbischen Kleinstammesgebiete in das Reichsgebiet ausschloss, musste sich die fränkische Herrschaftsausübung in politischer Einflussnahme auf die Person des jeweiligen Samtherrschers erschöpfen. Dieser war den fränkischen Herrschern persönlich zu Hoffahrt und Heeresfolge in den angrenzenden Gebieten verpflichtet. Witzan hatte Karl den Großen 789 auf dessen Feldzug gegen die Wilzen zu begleiten, als dessen Ergebnis die unterworfenen Stämme der Linonen, Bethenzer und Smeldinger der abodritischen Samtherrschaft unterstellt wurden. Nach dem Tod Witzans 795 besiegte dessen Sohn Drasco 798 an der Spitze des abodritischen Heeresaufgebotes in der Schlacht auf dem Sventanafeld die Sachsen Nordalbingiens. Nach der anschließenden Deportation der Sachsen setzte ihn Karl 804 zum Samtherrscher ein und überließ den Abodriten Nordalbingien. Jenseits der Reichsgrenze hatte Drasco freie Hand. An der Ostseeküste konnte er sich ungehindert des Handelsplatzes Reric bemächtigen, musste sich umgekehrt aber auch ohne fränkische Unterstützung 808 der dänischen Vergeltung erwehren, in deren Folge zwei Drittel der Kleinstämme ihm vorübergehend die Gefolgschaft versagten und sich dem Dänenkönig Göttrik zuwandten. Diesem hatte Drasco im Rahmen eines Friedensschlusses 809 seinen Sohn Ceadrag als Geisel zu stellen, sicheres Zeichen von Niederlage und Unterwerfung. Karls Nordpolitik war damit gescheitert. Er übertrug Nordalbingien deshalb 810 wieder den Sachsen und grenzte deren Siedlungsgebiet gegenüber den Abodriten mit dem Limes Saxoniae ab.
Zu Drascos Nachfolger bestimmte Karl 810 dessen Bruder Sclaomir, unter dessen Herrschaft die Abodriten 812 zunächst noch an einem erneuten Feldzug der Franken gegen die Wilzen teilnahmen. Aber nachdem Ludwig der Fromme 817 Drascos Sohn Ceadrag zum Mitregenten bestimmt hatte, sagte sich Sclaomir von den Franken los und belagerte in Allianz mit den Dänen die fränkische Festung Esesfelth. Daraufhin ernannte Ludwig Ceadrag 819 zum alleinigen Samtherrscher. Die Entscheidung erwies sich aus fränkischer Sicht als unglücklich, denn auch Ceadrag paktierte mit den Dänen. Der fränkische Einfluss auf die Abodriten begann zusehends zu schwinden. Ceadrag erschien 823 erst nach mehreren Vorladungen vor dem Reichstag in Compiègne, wurde aber als freier Mann entlassen. Die Prozedur wiederholte sich 826 zu Ingelheim, doch diesmal ließen die Franken den untreuen Samtherrscher erst ziehen, nachdem dieser sein Treueversprechen durch die Gestellung von Geiseln untermauert hatte. Als der Kaiser 838/839 schließlich fränkische Grafen mit einem Heer gegen die Abodriten entsandte, war vom einstigen Bündnis nichts mehr übrig geblieben.

### Teilstämmestaat

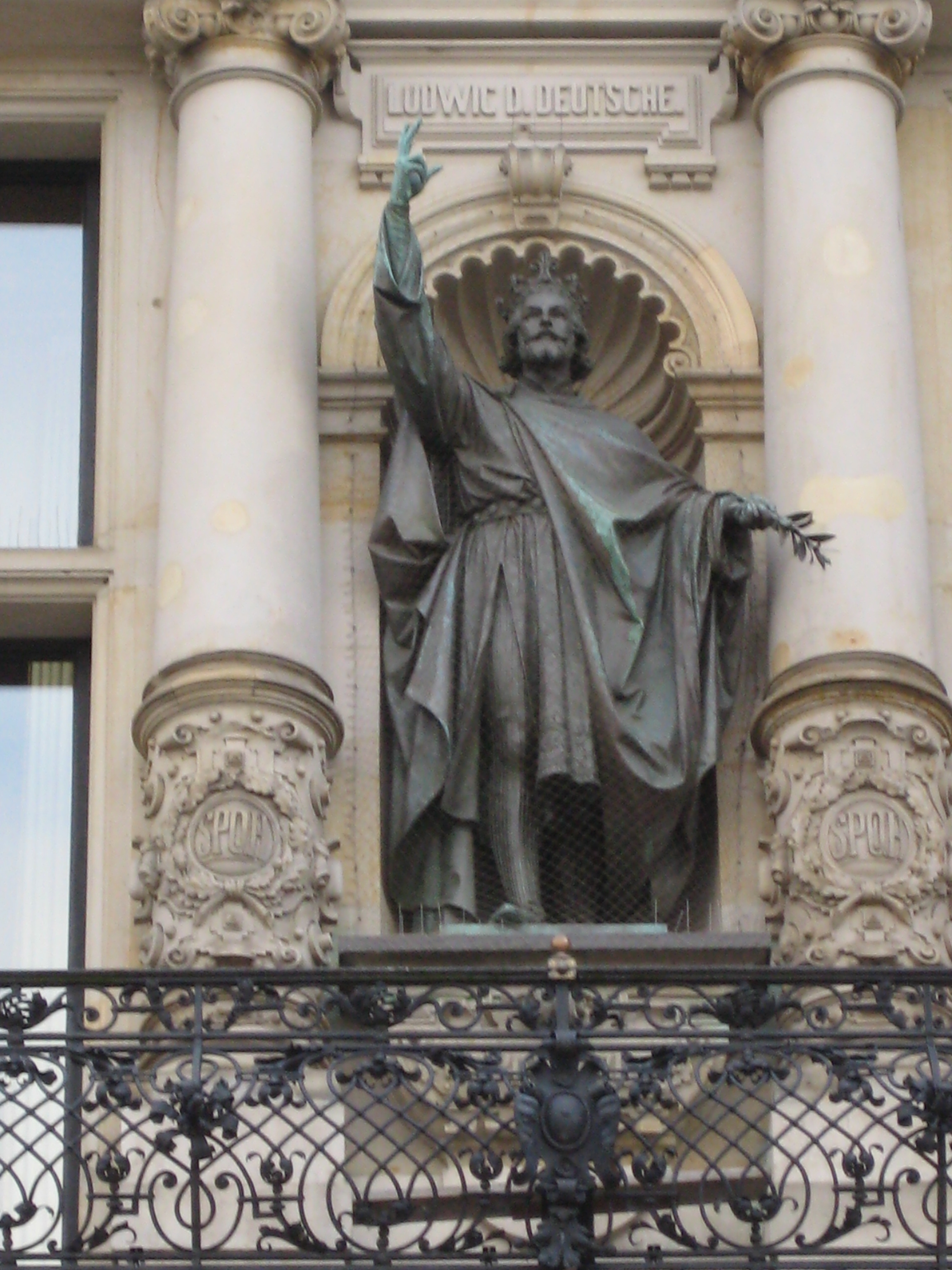
Ludwig der Deutsche als Kaiserstatue am Hamburger Rathaus

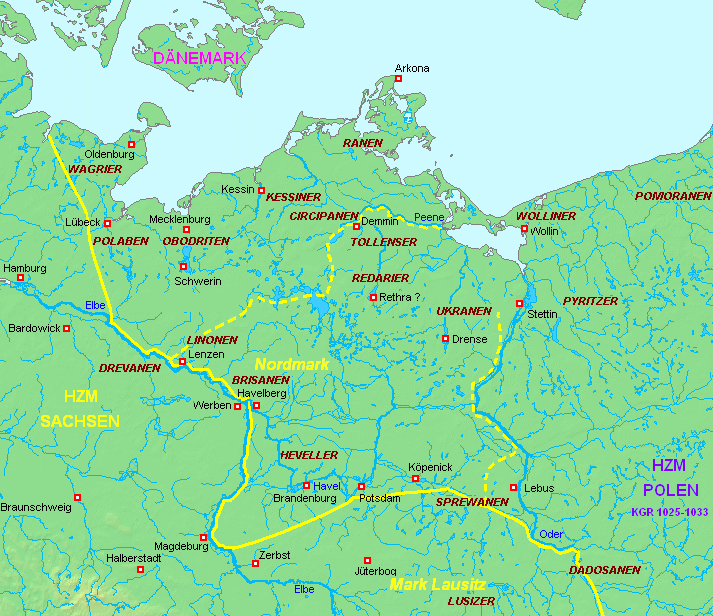
Teilstämme des abodritischen Stammesverbandes um das Jahr 1000

Den Auftakt zur zweiten Periode der abodritischen Geschichte gab 844 ein Feldzug Ludwigs des Deutschen, dem sich die Abodriten nach dem Tod ihres Samtherrschers Goztomuizli ergaben. Anders als seine Vorgänger setzte Ludwig jedoch keinen neuen Samtherrscher ein, sondern teilte das Abodritenreich unter ihren Fürsten auf. In der Folge bildeten sich Teilstämme mit monarchischer Führungsspitze aus, namentlich die Wagrier, die Abodriten als Stamm und die Kessiner. Der Teilstamm der Polaben hingegen entstand als Abspaltung von den Wagriern erst im 11. Jahrhundert. Die Warnower entwickelten kein Teilfürstentum. Durch die Ausbildung der Teilstämme mit eigenen Fürsten verloren die reguli der Kleinstämme ihre Macht, was sich im archäologischen Befund als auffälliger Rückgang der kleineren Burgen innerhalb der Siedlungskammern darstellt. Demgegenüber stärkte sich die Stellung des Samtherrschers, da dieser stets einem Teilstamm als Fürst vorstand. Stellte Tabomuizli den Ostfranken 862 noch Geiseln, so ist der abodritische Samtherrscher 889 bereits in der komfortablen Lage, mit der von ihm aufgebotenen Streitmacht einem scheinbar überlegenen Heer aus Franken und Sachsen unter Arnulf von Kärnten zu trotzen.
Drei Generationen später, etwa zum Jahr 966, stellte der jüdische Reisende Ibrahim ibn Jacub den auf der Mecklenburg residierenden Samtherrscher Nakon in eine Reihe mit den Fürsten der Bulgaren, Böhmen und Polen, den bedeutendsten slawischen Herrschern jener Zeit. Die vorangegangenen Slawenfeldzüge Heinrichs I. 928/929 sowie Ottos I. 955 können die Abodriten demnach allenfalls in eine tributäre Abhängigkeit gebracht haben, soweit sie sich überhaupt gegen den Stammesverband richteten. Widukind von Corvey führte die Abodriten zwar bei den unterworfenen Völkerschaften der Feldzüge von 928/929 auf, berichtete aber weder von militärischen Auseinandersetzungen noch von Tributzahlungen. Auch die verheerende Niederlage der antisächsischen Koalition aus Abodriten, Tollensanen, Zirzipanen und Redariern am 16. Oktober 955 in der Schlacht an der Raxa gegen das ottonische Heer unter Otto I. und Markgraf Gero blieb für den abodritischen Samtherrscher Nakon politisch folgenlos. Die Expedition des sächsischen Heeres nach Norden trug eher Züge eines traditionellen sächsischen Rachefeldzuges oder Vergeltungsschlages denn eines zu einer Unterwerfung der Abodriten oder gar einer Eroberung ihres Territoriums geeigneten Unternehmens. Eine Eingliederung des Abodritenlandes in das sächsische Herrschaftsgebiet kam nicht in Betracht, denn ohne Unterstützung des Reiches fehlte es bereits für eine zumindest vorübergehende Besetzung des zu erobernden Gebietes an Truppen. Im Reich aber wurden die Auseinandersetzungen mit den Abodriten als ausschließlich sächsische Angelegenheit betrachtet, so dass von dort keine Beteiligung an einem solchen Vorhaben zu erwarten war.
Bedeutsam für die weitere Entwicklung des Teilstämmestaates zum Großstammstaat war die Taufe eines abodritischen Samtherrschers im Jahre 931, als deren Initiator Heinrich I. genannt wird. Diese Taufe stellte keinen Unterwerfungsakt des Samtherrschers gegenüber dem ostfränkischen König dar, denn von einem Feldzug gegen die Abodriten wird in den Quellen in diesem Zusammenhang nichts berichtet. Vielmehr bestimmte politisches Kalkül die Handlungsweise des Samtherrschers, der sich mit diesem Schritt der amicitia des ostfränkischen Königs, der Unterstützung der Reichskirche oder beider versichern wollte. Nach außen schützte die Annahme des Christentums vor Zugriffen der Sachsen und nach innen diente sie als zusätzliche Herrschaftslegitimation gegenüber den Teilstammfürsten. Für die Dynastie der Nakoniden ist eine durchgängige Zugehörigkeit zum Christentum und der planmäßige Aufbau einer Kirchenorganisation belegt. Adam von Bremen berichtet von Kirchen in 15 von 18 Gauen des Abodritenlandes, von denen allerdings nur Starigard und Mecklenburg überliefert sind. Dabei scheuten die Nakoniden nicht davor zurück, den Aufbau der Kirche mit Gewalt gegen die Teilstammfürsten durchzusetzen. Nach dem Tod Nakons bekämpfte dessen Sohn Mistiwoj 967 den wagrischen Teilstammfürsten Selibur, zerstörte an der Seite Hermann Billungs den Tempel der Wagrier bei der Burg Starigard und ermöglichte damit die Errichtung des Bistums Oldenburg.

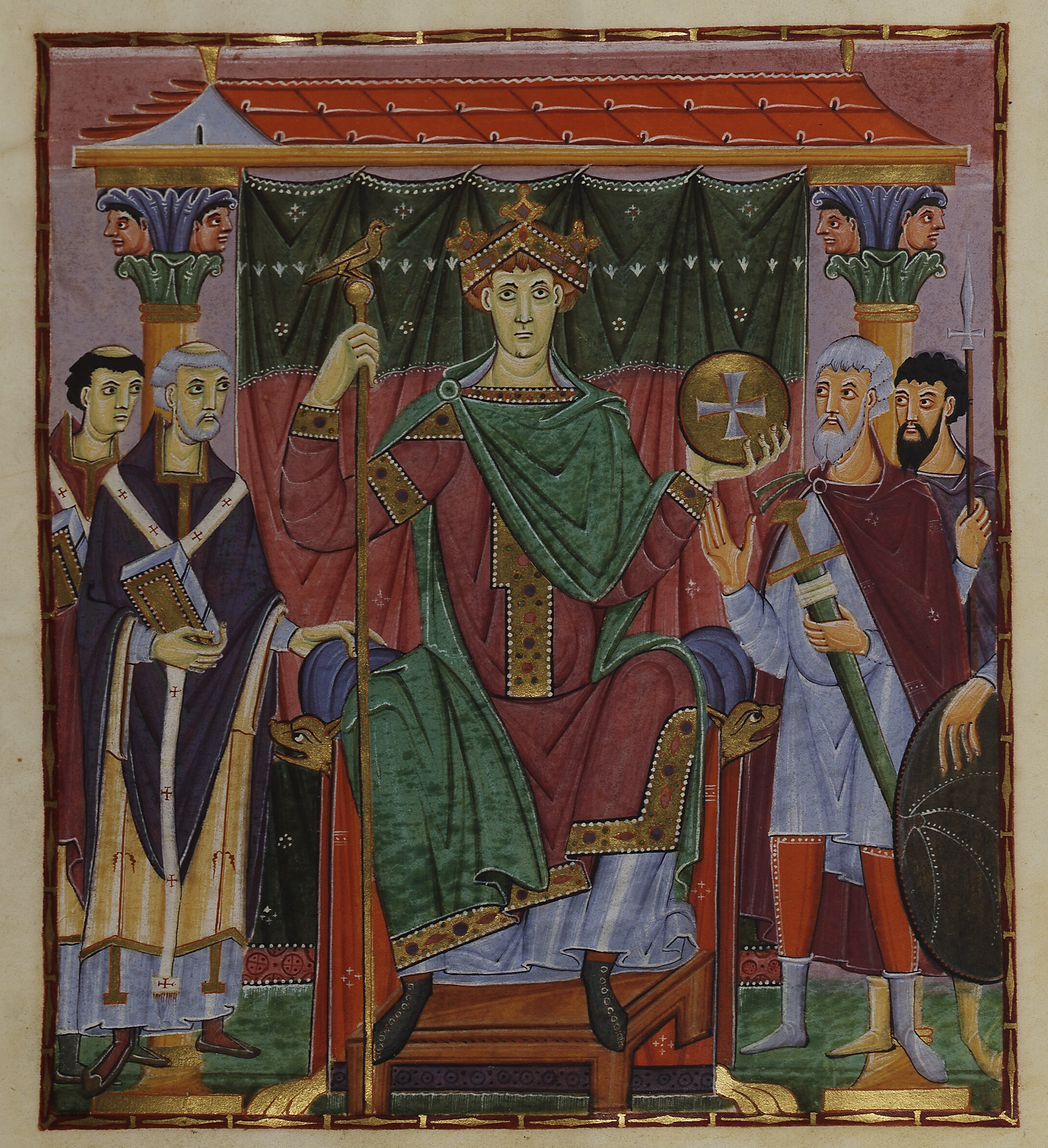
Otto III. Neben ihm stehen zwei geistliche und weltliche Standesvertreter. Buchmalerei aus dem Evangeliar Ottos III. (Bayerische Staatsbibliothek, Clm 4453, fol. 24r)

In der Zuwendung der abodritischen Herrscherdynastie zum Christentum und dem Freundschaftsbündnis mit den Sachsen könnte auch der Grund für eine unterbliebene Beteiligung der Abodriten am Slawenaufstand der Lutizen von 983 zu erkennen sein. Der den Abodriten zugeschriebene Überfall auf das Kloster Kalbe in der Altmark fand keinen Eingang in die zeitgenössischen Annalen. Auch Thietmar von Merseburg nennt die Abodriten nicht. Möglicherweise beruht die 200 Jahre später erfolgte Erwähnung der Abodriten bei dem Annalista Saxo auf einer vorangegangenen Verwechselung der Laurentiusklöster in Kalbe und Hillersleben. Insbesondere die für das Jahr 984 belegte Anwesenheit des abodritischen Samtherrschers Mistivoj an den Osterfeierlichkeiten Heinrich des Zänkers in Quedlinburg lässt sich mit einem abodritischen Angriff im Vorjahr schwer in Einklang bringen. Gleichwohl kam es auch bei den Abodriten zu einer von den Teilstammesfürsten getragenen heidnischen Reaktion. Diese war allerdings vorrangig im Aufbegehren gegen die sächsische Politik in den Grenzgebieten motiviert. Dabei wurde das Bistum Oldenburg Anfang der 990er Jahre in einem Aufruhr der Wagrier zerstört. Der designierte Bischof Reinbert musste sein Amt um 992 in der Mecklenburg antreten. Als sich Otto III. 995 auf einem Feldzug gegen die zum Lutizenbund übergelaufenen Zirzipanen als Gast des Samtherrschers Mistislaw in der Mecklenburg aufhielt, diente der Besuch insbesondere auch einer Aufwertung des christlichen Fürstenhauses. 1018 erfasste schließlich ein Aufstand der heidnischen Kräfte das gesamte Gebiet des Stammesverbandes und das angrenzende Nordalbingien. Im Verlauf dieser Erhebung wurde auch die Hammaburg zerstört. Mistislaw rettete sich vor den Aufständischen in die Burg Schwerin, von der er in den Bardengau entkommen konnte.
Nach der Vertreibung Mstislaws offenbarte sich das Abodritenreich noch einmal als Teilstammstaat. Die heidnischen Fürsten Anadrog und Gneus herrschten in Wagrien und Polabien, Mistislaws christlicher Sohn Udo über den Stamm der Abodriten. Keiner von ihnen erlangte die Samtherrscherwürde. Kessiner und Zirzipanen hatten sich dem Lutizenbund angeschlossen. Erst mit dem auf der Ratzeburg residierenden Polaben Ratibor erhielt der Stammesverband wieder einen Samtherrscher. Dieser fiel 1043 im Kampf gegen den dänischen König Magnus den Guten.

### Großstammstaat

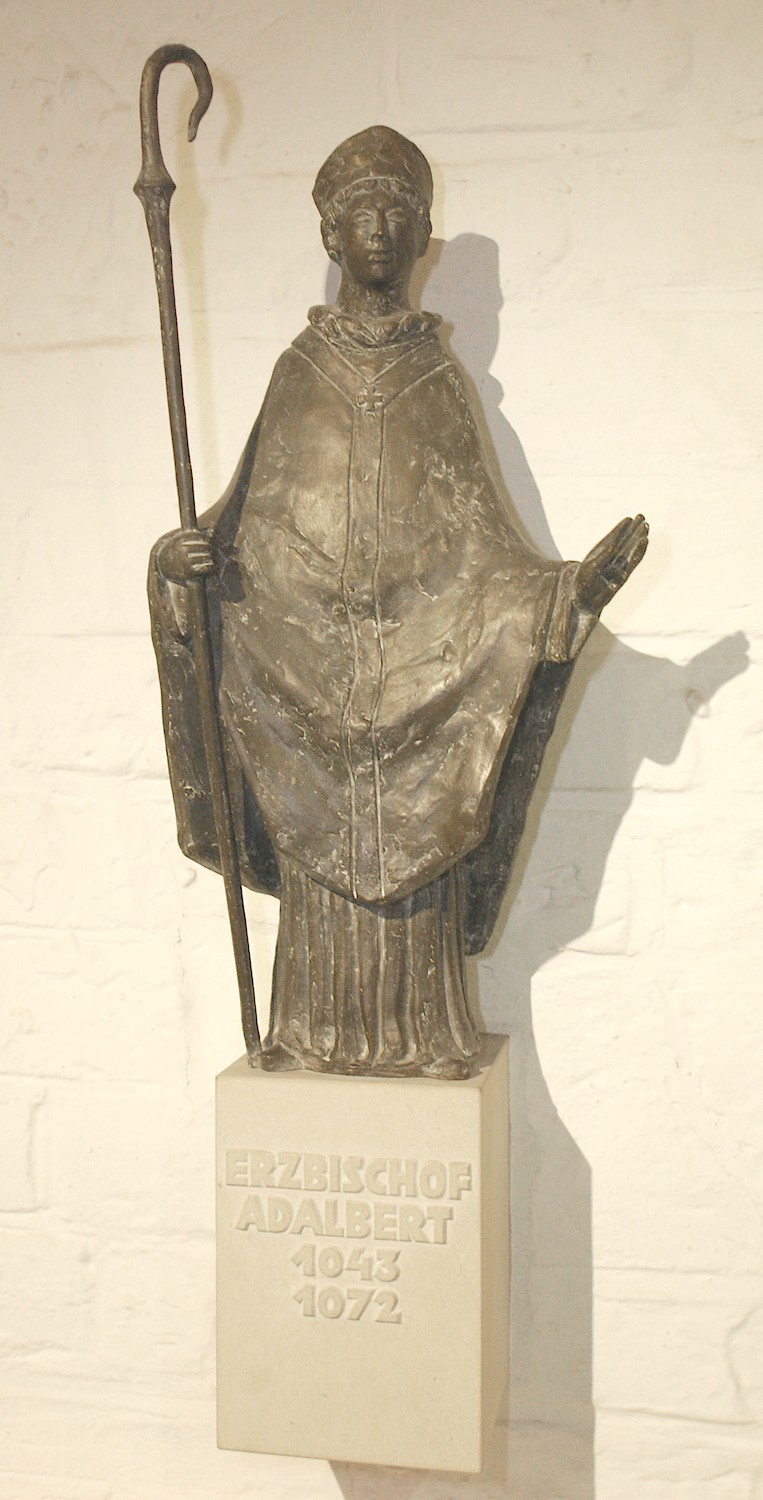
Erzbischof Adalbert, Bronzefigur von Heinrich G. Bücker im Bremer Dom-Museum

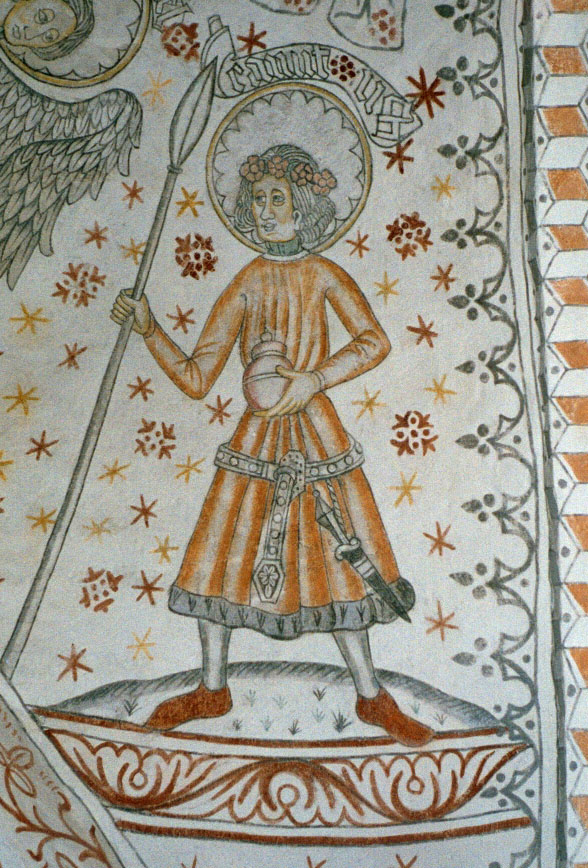
Knud Lavard (mittelalterliche Malerei in der Kirche von Vigersted bei Ringsted auf Seeland in Dänemark)

Die dritte Periode begann mit dem nakonidischen Samtherrscher Gottschalk, der ab 1043 einen abodritischen Territorialstaat errichtete. Dabei waren ihm seine freundschaftlichen Beziehungen zum Bremer Erzbischof Adalbert sowie Verbindungen zum dänischen Königshaus und den sächsischen Billungern von Nutzen. Gottschalk wurde im Hauskloster der billungschen Herzöge St. Michael in Lüneburg unterrichtet und christlich erzogen. Gleichwohl führte er nach der Ermordung seines Vaters Udo durch einen Sachsen in Nordalbingien 1032 einen Vergeltungsfeldzug, bis ihn der Billungerherzog Bernhard II. gefangen nahm und verbannte. Gottschalk ging ins Exil nach Dänemark und kämpfte unter König Knut dem Großen in England und der Normandie. Mit Knuts Tod trat er 1035 in die Dienste des späteren Dänenkönigs Sven Estridsson, dessen Tochter Sigrid er heiratete. Nach dem Sieg der Dänen unter König Magnus über Ratibor kehrte Gottschalk 1043 zurück. Er bezwang die abodritischen Teilstammesfürsten der Wagrier, Polaben und Abodriten, beseitigte die Teilfürstentümer und regierte als Samtherrscher von der Mecklenburg aus. Im Osten erweiterte er sein Herrschaftsgebiet 1056 um die Länder der Kessiner und Zirzipanen, im Süden unterwarf er die Linonen. Im Inneren errichtete Gottschalk eine moderne Burgbezirksverfassung nach dänischem Vorbild, die dem politischen Entwicklungsstand in Polen unter Mieszko I. entsprach. Dazu gliederte er das ganze Land in 18 ihm unmittelbar unterstellte, burgbeherrschte Bezirke um, die sich zum Teil noch an die alten Kleinstammesbezirke der ersten Periode anlehnten. Um seine Macht zu festigen und den Einfluss der Billunger zurückzudrängen, lehnte Gottschalk sich in der Folgezeit eng an den Bremer Erzbischof Adalbert an. Dieser war mit Bernhard II. verfeindet. Adalbert unterstützte die Einrichtung der Bistümer in Oldenburg, Ratzeburg und Mecklenburg sowie die Gründung mehrerer Kirchen und Klöster.
Gottschalks Herrschaft und die mit ihr verbundene Steuer- und Christianisierungspolitik stießen jedoch bei der Bevölkerung und im Adel auf zunehmenden Widerstand. Dem Sturz Erzbischof Adalberts 1066 folgte ein vom slawischen Heiligtum Rethra ausgehender Aufstand, der unter der Führung von Gottschalks Schwager Blusso schnell das gesamte Herrschaftsgebiet erfasste. Gottschalk wurde am 7. Juni 1066 in Lenzen (Elbe) erschlagen, der Priester Ansverus am 15. Juli 1066 bei Ratzeburg gesteinigt, der mecklenburger Bischof Johannes mit vielen seiner Priester zu Tode gefoltert. Gottschalks Witwe Sigrid, nackt aus der Mecklenburg vertrieben, floh mit dem späteren Regenten Heinrich zu ihrem Vater nach Dänemark. Budivoj, ein Sohn Gottschalks aus erster Ehe, konnte die Verhältnisse im Land kurzfristig wieder stabilisieren, ehe er vor dem heidnischen Wagrierfürsten Kruto zu den Billungern fliehen musste. Der Versuch Budivojs, die Herrschaft mit einem Truppenkontingent aus Barden, Holsten, Stormaren und Dithmarschern, das ihm der Billungerherzog Magnus unterstellt hatte, wieder zu erlangen, endete 1073 mit dem Tod Budivojs bei Plön. Kruto, nunmehr unangefochtener Samtherrscher des Stammesverbandes, musste sich um 1090 einer Invasion Heinrichs erwehren, der mit dänischer Unterstützung an der wagrischen Küste landete. Nach der Niederlage änderte Heinrich seine Taktik und überfiel nach Wikingerart mehrfach die wagrischen Küsten, so dass Kruto schließlich vorgab, Heinrich einen Teil des Abodritenlandes als Herrschaftsgebiet überlassen zu wollen. Dahinter steckte der Plan, Heinrich auf einem Gastmahl zu ermorden. Dieser, von Krutos Gattin Slawina gewarnt, ließ nunmehr seinerseits den betrunkenen Kruto im Anschluss an das Trinkgelage von einem dänischen Gefolgsmann erschlagen.
Zur Festigung seines Herrschaftsanspruchs auf Wagrien heiratete Heinrich Krutos Witwe und unterwarf mit Hilfe des Billungerherzogs Magnus in der Schlacht bei Schmilau das vereinigte Heer der Polaben und Abodriten. Anschließend eroberte er 14 der 18 Burgen des Abodritenlandes und weitete seinen unmittelbaren Herrschaftsbereich auch auf Kessiner und Zirzipanen aus, während ihm Lutizen und alle Stämme Pommerns bis zur Oder tributpflichtig wurden. Mit den nordalbingischen Sachsen schloss er einen Friedensvertrag, der diese zur Heeresfolge verpflichtete. Seinerseits leistete Heinrich, der in zeitgenössischen Quellen als König der Slawen bezeichnet wird, seinem Verwandten, dem Billungerherzog Magnus, den Treueeid. In Abkehr von der nakonidischen Tradition wählte Heinrich als Residenz anstelle der Mecklenburg Alt-Lübeck, das strategisch günstig an der Grenze der Teilstämme der Wagrier, Polaben und der Abodriten gelegen war. In der dortigen Kirche gestattete er dem Priester Vizelin eingedenk der Ereignisse von 1066 eine vorsichtige Wiederaufnahme des Missionswerkes in Wagrien.
Nach dem Tod Heinrichs 1127 kämpften zunächst dessen Söhne Knut und Sventipolk untereinander um die Samtherrschaft, wurden aber bald ermordet. Die Samtherrschaft fiel 1129 an den von Lothar von Supplinburg eingesetzten Knud Lavard, einen Angehörigen des dänischen Königshauses, der die Belehnung für einen hohen Preis von Lothar erkauft hatte. Als Knud 1131 im dänischen Thronstreit ein gewaltsamer Tod ereilte, endete das abodritische Samtherrschertum. Das Abodritenreich zerfiel in die Teilstammesfürstentümer Wagrien und Polabien im Westen unter Heinrichs Neffen Pribislaw und die Länder der Abodriten, Kessiner und Zirzipanen unter Niklot im Osten.

### Untergang
Weder Pribislaw noch Niklot gelang es in den folgenden Jahren die Landesteilung zu überwinden. Pribislaw, als Nakonide mutmaßlich Christ, hatte sich nach seiner Rückkehr aus der Gefangenschaft Knud Lavards zunächst mit den heidnischen Krutonen auseinanderzusetzen. Als nach dem Tod des Kaisers Lothar 1137 in Sachsen Machtkämpfe ausbrachen, versuchte Pribislaw die Oberhoheit über Wagrien zu erlangen, scheiterte aber an einer Einnahme der kaiserlichen Siegesburg in Segeberg. Der neu eingesetzte Graf von Holstein und Stormarn, Heinrich von Badewide, zerstörte daraufhin im Winter 1138/39 die Dörfer der Wagrier, tötete das Vieh und vernichtete die Vorräte. Die Bevölkerung floh in die Burgen, in denen erwartungsgemäß Hungersnöte ausbrachen. Als im Sommer 1139 die Saat aufgegangen war, wurden die Felder der Wagrier gegen den Willen des Grafen von den Holsten verwüstet und die stark befestigte Burg Plön erobert. Pribislaw musste sich geschlagen auf die ihm vom Grafen als Herrschaftsgebiet zugebilligte wagrische Halbinsel zurückziehen und spielte politisch keine Rolle mehr. Wagrien wurde im gleichen Zuge zu Holstein gelegt und verlor damit seine territoriale Selbständigkeit. Mit dem größten Teil Polabiens belehnte Heinrich der Löwe 1142 den in Holstein weichenden Heinrich von Badewide. Die Sadelbande und das Land Boizenburg blieben unter unmittelbarer Verwaltung des Herzogs, während die elbaufwärts gelegenen Gebiete der Jabelheide und des Darzing an die Grafen von Dannenberg fielen.
Niklot unternahm keinerlei Anstrengungen zur Ausweitung seiner Herrschaft auf Wagrien oder Polabien. Mit dem Nachfolger Heinrichs von Badewide als Graf von Holstein, Adolf II. von Schauenburg, verband ihn ab 1143 ein Freundschafts- und Beistandspakt. Insofern diente die Zerstörung Lübecks und seines Hafens sowie die Verwüstung Wagriens 1147 auch nicht der Eroberung des Landes, sondern sollte als Präventivschlag einen Mehrfrontenkrieg im bevorstehenden Slawenkreuzzug vermeiden. Niklots Bündnistreue gegenüber Adolf II. ging so weit, dass er den der slawischen Sprache mächtigen Grafen absprachegemäß vor dem eigenen Angriff warnte. Den nachfolgenden Kreuzzug gegen die Abodriten brach Heinrich der Löwe vor der Burg Dobin ergebnislos ab. Gleichwohl scheint Niklot in ein tributäres Abhängigkeitsverhältnis zu Heinrich geraten zu sein, denn als die Kessiner und Zirzipanen 1150 die Zahlung der geforderten Steuern verweigerten, wandte sich Niklot mit der Bitte um Unterstützung an keine Geringere als die Herzogin Clementia. Auf deren Veranlassung zog Adolf II. ein beachtliches Aufgebot von 2000 Mann zusammen, um an der Seite Niklots den Aufstand niederzuschlagen. Wohl 1157/1158 führte Heinrich der Löwe dann aufgrund fortgesetzter Seeräuberei eine Strafexpedition gegen die Abodriten, in deren Verlauf Niklot gefangen genommen wurde, sich aber gegen Abtretung von Ländereien freizukaufen vermochte. Schließlich fand Niklot 1160 in einem weiteren Feldzug Heinrichs gegen die Abodriten den Tod bei der Burg Werle, nachdem er zuvor entgegen der Weisung des Herzogs die Übergriffe auf dänisches Territorium nicht eingestellt hatte. Anders als in Wagrien und Polabien verlehnte der Sachsenherzog das Abodritenland anschließend nicht, sondern setzte mit Gunzelin von Hagen in Schwerin, Liudolf von Dahlum in Quetzin, Ludolf von Peine in Malchow und Heinrich von Schooten auf der Mecklenburg Ministeriale ein, die das hinzugewonnene Gebiet unmittelbar für ihn verwalten sollten. Kessin und Zirzipanien verblieben Niklots Söhnen.